# Maskerata
Maskerata (tal. mascherata) je vrsta renesansne pokladne igre (pokladna lirika ili pokladna prigodnica).
Proizašla je iz višeglasne karnevalske popjevke (Mascherata carnascialesca) koju su u karnevalskoj povorci pjevali maskirani pjevači. Maskerata se pjevala ili recitirala. Izvodila se u pokladnoj povorci (ulična maskerata) ili u kućama bogatih građana (salonska maskerata).
Sadržaj joj je satiričan, komičan, pa i opscen, s notom lascivnoga. Zbog vesela tona i veće mogućnosti odstupanja od manira akademskog stihovanja ili kao bijeg od kanconijerske lirike bila je privlačna mnogim pjesnicima.
Sudionici su se maskirali u alegorijske i mitološke likove, u povijesne ličnosti, robove, Rome, ljude iz egzotičnih krajeva, indijske trgovce, robinjice ili u zanimanja. Npr. u firentinskoj i venecijanskoj inačici zvanoj alla contadinesca ismijavani su seljaci, pa su se pjevači odijevali u seljačko ruho. Izlaganje je u prvom licu (jednine ili množine), a oslovljavaju se neposredni slušatelji (primatelji).
Uobičajeno bi u maskerati lica kazivala tko su, odakle su i zašto došla i što znaju raditi, uz to bi izrekli i pohvalu gradu u kojem se nalaze.
Posebno je bila popularna u drugoj polovici 15. stoljeća u Firenci. Lorenzo de' Medici bio je autor mnogih poznatih maskarati koje su suvremenici i kasniji autori rado oponašali. U 16. stoljeću tiskane su mnoge zbirke.
U Hrvatskoj maskeratu su pisali:
Začetnikom tog žanra kod nas smatra se Džore Držić pjesmom Gizdave mladosti i svi vi ostali
 - protomaskerata
- Mikša Pelegrinović: Jeđupka, (napisana između 1525. i 1527.) – najpoznatija maskerata hrvatske renesanse književnosti, postoji više verzija i više prijepisa, kolala je cijelom Dalmacijom te uvelike utječe na pisanje maskerata (Nalješković, Sasin; tri istoimene maskerate pišu: S. Bobaljević, H. Mažibradić i nepoznati autor). Jeđupka je ciganreska - podvrsta maskerata koja je poznata u talijanskoj književnosti (B. di Francesca Linaiuolo, Giuglielmo Giuggiola)

- Mavro Vetranović: Trgovci Armeni i Indijani, Pastiri, Lanci Alemani, trumbetari i pifari

- Nikola Nalješković: Pjesni od maškerate (ciklus od 12 maskerata)

- Sabo Bobaljević Mišetić:  Jeđupka

- Antun Sasin: Mužika od crevIjara, Vrtari, Robinjica

- Horacije Mažibradić: Jeđupka (monolog Ciganke-proročice, vještice Znahorice, koja govori o svojim magijskim vještinama)